# Leo Goodwin
Leo Joseph „Budd” Goodwin (ur. 13 listopada 1883 w Nowym Jorku, zm. 25 maja 1957 tamże) – amerykański pływak i piłkarz wodny, medalista olimpijski Letnich Igrzysk 1904 w Saint Louis oraz Letnich Igrzysk 1908 w Londynie.
Z drużyną New York Athletic Club zdobył złote medale na 4 × 50 jardów stylem dowolnym i w piłce wodnej oraz brązowy w skoku do wody na odległość w Saint Louis, a także brązowy na 4 × 200 metrów stylem dowolnym w Londynie.